# Jakob Plawetz
Jakob Plawetz (* 4. Juli 1838 in Völkermarkt; † 1929) war ein österreichischer Bauunternehmer, Gutsbesitzer und Politiker.

## Leben
Plawetz war der Sohn des Landwirts und Braumeisters Anton Plawetz (* 1817; † vor 1853) und dessen Ehefrau Anna geb. Wolf verw. Schiffer (* 8. Oktober 1800; † 28. Juni 1873). Er war römisch-katholisch und verheiratet. Er hatte mindestens eine Tochter.
Plawetz besuchte die Volksschule in Völkermarkt und das Gymnasium in Klagenfurt. Danach studierte er an der TH Graz und schloss das Studium als Diplomingenieur im Bauwesen ab.
Im Jahr 1879 erwarb er den Lerchenfelderhof (heute Skorianzhof) in Gablern/Lovanke, Gem. Eberndorf/Dobrla vas. Dort war er 1889 Gründer der Freiwilligen Feuerwehr in Gablern und bis 1921 deren Kommandant sowie Bezirksfeuerwehrhauptmann für den Gerichtsbezirk Eberndorf. 1890 war er Gründer und erster Obmann der Raiffeisenbank Eberndorf.
Er war Mitglied des Gemeinderats in Eberndorf. Vom 14. Oktober 1890 bis zum 8. September 1902 war er Abgeordneter im Kärntner Landtag. Im Landtag war er Mitglied im Klub DVP. Er war in der 
- VII. Wahlperiode von 1890 bis 1896 Mitglied des Ausschusses für Bauten und Kommunikation sowie der Sonderausschüsse für Drauregulierung, Eisenbahn, Krankenhaus-Neubau und Kaiserjubiläum und
- VIII. Wahlperiode von 1897 bis 1902 Mitglied des land- und volkswirtschaftlichen, des Bau- und des Eisenbahnausschusses.